# احمس نفرتاری
احمس-نفرتاری (مصری کهن: Jꜥḥ ms Nfr trj) نخستین همسر بزرگ سلطنتی در دودمان هجدهم مصر بود. او دختر تائو دوم و اهمسه‌حتپ یکم و همچنین خواهر و همسر احمس یکم بود. پسرش آمنهوتپ یکم فرعون شد و ممکن است در دوران خردسالی او، احمس- نفرتاری به عنوان نایب‌السلطنه حکومت کرده باشد. پس از مرگش، او ایزدبانو شد.

## خانواده
احمس-نفرتاری دختر تائو دوم و اهمسه‌حتپ یکم و نوه تائو یکم و ملکه تتی‌شری بود. او احتمالاً در تبس و در دوران حکومت تائو یکم متولد شد.

## زندگی

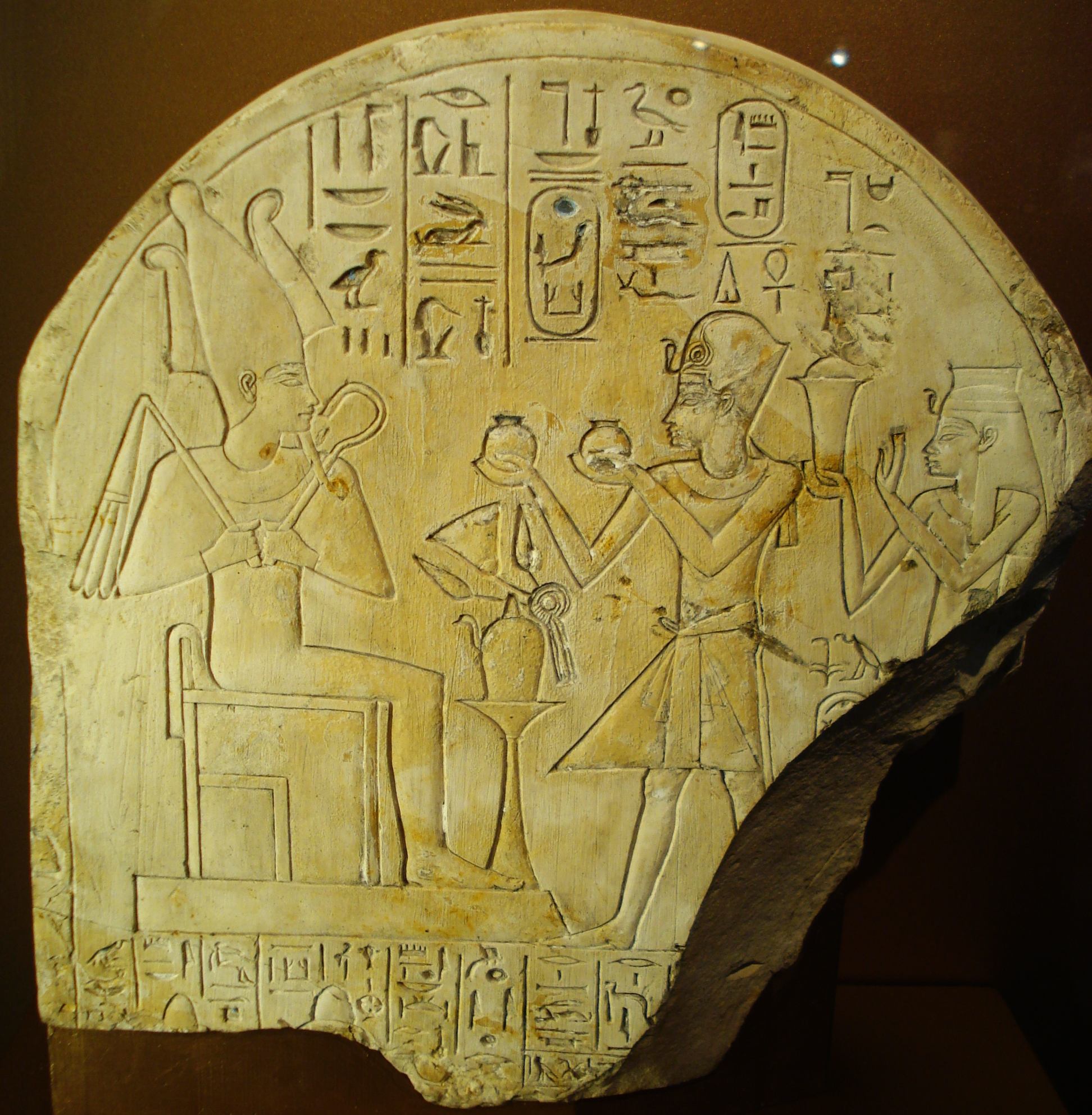
لوح یادبود پس از مرگ آمنهوتپ یکم و اهمسه-نفرتاری که در حال تقدیم هدایا به ازیریس هستند.

احمس-نفرتاری در اواخر دودمان هفدهم مصر به دنیا آمد. پدرش تائو دوم علیه هیکسوس جنگید و ممکن است در نبرد کشته شده باشد. پس از او، کاموس به سلطنت رسید. احتمال دارد که او با کاموسه ازدواج کرده باشد، اما شواهدی برای این ازدواج در دست نیست.
پس از مرگ کاموس، اهمسه یکم بر تخت نشست. در آن زمان او بسیار جوان بود و مادرش اهمسه‌حتپ یکم به عنوان نایب‌السلطنه حکومت کرد. اهمسه-نفرتاری در این زمان ملکه بود. او عناوین متعددی داشت، از جمله «شاهزاده ارثی»، «بزرگ در لطف»، «بزرگ در ستایش‌ها»، «مادر شاه»، «همسر بزرگ شاه»، «همسر خدای آمون»، و «خواهر شاه». ملکه به عنوان «ایزدبانوی رستاخیز» پرستش می‌شد و یکی از محبوب‌ترین زنان تاریخ مصر باستان بود.
نوبه (منطقه) به داشتن سنت‌های مادرشاهی مشهور بود، و این ویژگی در دودمان هفدهم کاملاً مشهود است. برخی پژوهشگران باور دارند که نفوذ مادرشاهی در سلطنت احمس-نفرتاری از نوبه نشأت گرفته است.: 66–69 : ۱۳۵ 
سنگ‌نوشته‌ای از کرنک نشان می‌دهد که احمس، منصب «دومین پیامبر آمون» را خرید و به این مقام زمین، کالا و مدیرانی اختصاص داد. این مقام به احمس-نفرتاری و فرزندانش انتقال یافت. او همچنین عنوان «پرستنده الهی» را داشت.
آمنهوتپ یکم در دوران جوانی به سلطنت رسید و ممکن است مادرش تا زمان بلوغ او، به عنوان نایب‌السلطنه حکومت کرده باشد. برخی بر این باورند که او آغازگر ساخت دره پادشاهان بوده است.
احمس-نفرتاری در اوایل حکومت تحوتموس یکم زنده بود. او در نوبه، در کنار نایب‌السلطنه کوش اهمسه نامیده شده به تورو، در همراهی با شاه تازه‌تاج‌گذاری‌شده، به تصویر کشیده شده است. یک قطعه سفال در آرامگاه KV20 با نام او و تحوتموس یکم یافت شده است که نشان می‌دهد او در آن زمان زنده بوده است. یک تندیس بزرگ از او در کرنک احتمالاً آخرین تصویری است که در دوران حیاتش ساخته شده است.

## مرگ و ایزدانگاری
احتمالاً احمسه-نفرتاری در حدود سال پنجم یا ششم پادشاهی تحوتمس یکم درگذشت. مرگ او در استلای یک کاهن واب به نام نفر ثبت شده است. در متن آمده است که «همسر الهی احمسه-نفرتاری، که در نزد خدای بزرگ، سرور غرب، موجه است، به آسمان پرواز کرد». هلک پیشنهاد داده است که جشن آیینی سالانه (II شمو ۱۴) که در دیر المدینه به احمسه-نفرتاری اختصاص داده شده بود، احتمالاً سالروز درگذشت او را گرامی می‌داشت. پدر نفر، که احتمالاً ناظر بر کارهای سلطنتی اینه-نی بود، بر مراسم خاکسپاری او نظارت داشت. او احتمالاً در ذراع ابوالنجا به خاک سپرده شد و معبدی یادبودی در آنجا داشت. پس از مرگ، احمسه-نفرتاری ایزدانگاری شد و عنوان «بانوی آسمان» و «بانوی غرب» را به خود گرفت.

### مومیایی

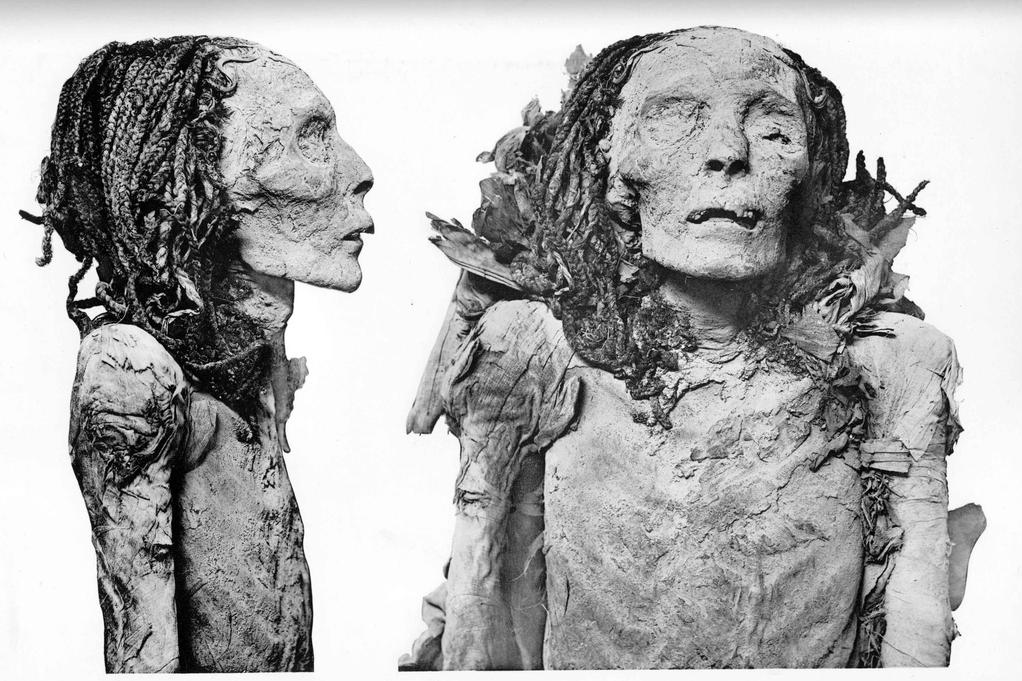
مومیایی منتسب به احمسه-نفرتاری، از DB320

مومیایی احمسه-نفرتاری احتمالاً در اواخر دوره پادشاهی نوین از آرامگاهش خارج شد و به مخزن سلطنتی در DB320 منتقل گردید. جسدی که به او منتسب است، بدون هیچ نشانه شناسایی، در قرن نوزدهم کشف و در ۱۸۸۵ توسط امیل بروگش باز شد. در یک تابوت دو مومیایی یافت شد که یکی از آن‌ها با دقت بیشتری پیچیده شده بود. مسئولان موزه این مومیایی را به ملکه احمسه-نفرتاری نسبت دادند، در حالی که مومیایی دیگر در اتاقی مرطوب نگهداری شد که باعث تجزیه آن شد، به حدی که در باغ موزه دفن گردید. گستون مسپرو بعدها فرض کرد که مومیایی دفن‌شده در باغ متعلق به احمسه-نفرتاری بوده است.  مالکیت اصلی آرامگاه مورد تردید قرار گرفته است. احمسه-نفرتاری در دهه ۷۰ زندگی خود درگذشت. مانند تتی‌شری، مادربزرگش، موهای او در حال کم‌پشت شدن بود و بافت‌هایی از موهای مصنوعی با موی طبیعی او ترکیب شده بود تا این موضوع را بپوشاند.: ۳۸  بدن او در دوران باستان آسیب دیده و دست راستش مفقود شده بود.
طبق توصیف گرافتن الیوت اسمیت در ۱۹۱۲، پوست مومیایی به همان شیوه اغلب مومیایی‌های هم‌دوره‌اش سیاه شده است. او همچنین رشته‌های موی افزوده‌شده را مشابه مدل موی زنان نوبی‌ها در زمان خودش می‌داند. او اضافه می‌کند که شکل جمجمه نشان‌دهنده منشأ خارجی او است.: ۱۳–۱۴  چندین نویسنده به برجستگی قابل‌توجه دندان‌های جلویی احمسه-نفرتاری که در تصاویر رادیوگرافی پروجکشن آشکار شده، اشاره کرده‌اند. این ویژگی به‌عنوان پیش‌آمدگی آرواره شدید ماگزیلاری یا دندانی-آلوئولار توصیف شده است.: 17 : 31 : ۳۳۱–۳۳۲, ۳۴۱  همین ویژگی در مومیایی مادربزرگش، تتی‌شری، نیز مشاهده شده که نشان‌دهنده وراثتی بودن آن است. هریس و ونته بیان می‌کنند که این ویژگی در میان نوبی‌ها، چه در دوران باستان و چه در زمان نگارش آن‌ها، شایع بوده است. همچنین ذکر شده که احمسه-نفرتاری از نظر خلوص نسب با مادرش، اح‌حتپ یکم، اشتراک دارد.: ۲۲۹ 
در آوریل ۲۰۲۱، مومیایی احمسه-نفرتاری همراه با مومیایی‌های سه ملکه و هجده فرعون دیگر در رویدادی با عنوان رژه طلایی فراعنه به موزه ملی تمدن مصر منتقل شد.

## یادداشت
1. ↑  هنگامی که بروگش و گستون مسپرو مومیایی منتسب به احمسه-نفرتاری را برای اولین بار باز و بررسی کردند، آن را به «سفیدپوست» نسبت دادند. مسپرو می‌نویسد: «جسد به محض مواجهه با هوا، به‌طور قابل توجهی تجزیه شد و شروع به تراوش سیاه‌رنگی با بوی تعفنی غیرقابل تحمل کرد.»[۱۳]